# ملحقات الجلد

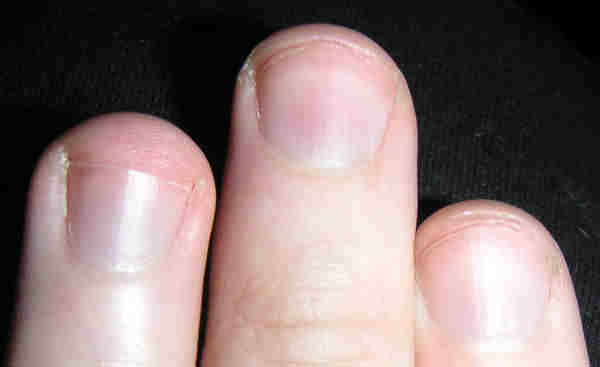

ملحقات الجلد أو الزوائد الجلدية (بالإنجليزية: Skin appendage)‏ هي التركيبات المرتبطة بالجلد وتقوم بأدوار وظيفية معينة، من بينها الإحساس، والانقباض، والتشحيم، وفقدان الحرارة.
في البشر فإن بعض الزوائد الجلدية الأكثر شيوعاً هي الشعر (الإحساس، وفقدان الحرارة، فلتر للتنفس، والحماية)، مقفة الشعر (عضلات ملساء تجذب الشعر وتتسبب في وقوفه)، والغدد الزهمية (الدهنية) (والتي تفرز الزهم في بصيلات الشعر وهي مادة زيتية تقوم في تزيُتِ الشعر)، والغدد العرقية (والتي تفرز العرق ذو الرائحة النفاذة (المفرزة) أو ذو الرائحة الباهتة (الأيسر)) والأظافر (حماية).